# Тёрбер, Джеймс
Джеймс Тёрбер (англ. James Grover Thurber; 1894—1961) — американский художник газетных сатирических комиксов, писатель и юморист, в течение долгого времени работавший в журнале The New Yorker. Считался одним из наиболее известных сатирических художников США своего времени, высмеивающих различные пороки общества.

## Биография
Родился в семье рыбака Чарльза Тербера и Мэри Агнес. Родители очень сильно повлияли на него. Свою мать он называл прирождённой актрисой и комедианткой. Отец его был «маленьким» политическим деятелем, хотел стать адвокатом. Впоследствии он стал прототипом для некоторых рассказов Джеймса.
В детстве в результате травмы, нанесённой ему его братом, потерял один глаз и в течение всей жизни постепенно слеп. С 1913 по 1918 год учился в Университете Огайо, но не сумел его закончить из-за проблем со зрением. С 1918 до 1920 год, после окончания Первой мировой войны Тёрбер работал шифровальщиком для Госдепартамента, сначала в Вашингтоне (округ Колумбия), и затем в американском посольстве в Париже (Франция). После этого Тербер возвратился в Колумбус, где он начал свою карьеру как репортер для Отправки Колумбуса (1921—1924). В это время он писал рецензии на книги, фильмы, и пьесы в еженедельной колонке, названной «Кредо и Сувениры», название, которое позже будет дано посмертной коллекции его работы. Также он писал для Chicago Tribune и других газет.
В 1925 году переехал в Гринвич-Виллидж, получив место репортёра в газете New York Evening Post, в 1927 году был зачислен в штат The New Yorker. В 1930 году начал рисовать для этой газеты юмористические комиксы и делал это до 1950 года. Умер от пневмонии и последствий инсульта.
Помимо рисунков Тёрбер был также автором большого количества повестей, рассказов и басен. Одно из самых известных его литературных произведений — «Тайная жизнь Уолтера Митти».

## Сочинения
- Тербер Д., Уайт Элвин Брук. Сказки и басни. Перевод с английского. СПБ 1994. 608 с.
- Тербер Д. Белый олень. Сказка для детей и взрослых. Перевод с английского И. Богданова. Ил. художника С.Дужникова Ленинград 1990. 80 с.
- Американская литературная сказка XX века. Библиотека литературы США. Сост. Белова С. М. ТЕРРА-Книжный клуб 1998. 528 с.